# Наукова консультативна група з надзвичайних ситуацій
Наукова консультативна група з надзвичайних ситуацій (англ. Scientific Advisory Group for Emergencies) — це урядовий орган Великої Британії, який надає поради центральному уряду в надзвичайних ситуаціях. Зазвичай його очолює головний науковий радник Великої Британії. Фахівці з наукових кіл та промисловості разом із експертами з уряду беруть участь в роботі групи, склад якої змінюється залежно від надзвичайної ситуації. Наукова консультативна група з надзвичайних ситуацій стала відомою серед громадськості завдяки своїй ролі в розробці заходів проти епідемії COVID-19 у Великій Британії 2020 року.

## Історія
Після спалаху губчастоподібної енцефалопатії великої рогатої худоби у Великій Британії тодішній головний науковий радник уряду (лорд Мей) опублікував «Рекомендації щодо використання наукових порад у розробці політики»; згодом вони були переглянуті, востаннє в червні 2010 року. Уряд пізніше розробив «Принципи наукового консультування уряду», які «встановлюють правила взаємодії між урядом і тими, хто надає незалежні наукові та інженерні консультації». Принципи застосовуються до «міністрів і урядових відомств, усіх членів науково-дорадчих комітетів і рад […] та інших незалежних наукових та інженерних консультацій уряду». Вони детально описують принципи, пов'язані з ролями та обов'язками, незалежністю, прозорістю та відкритістю". Пораду Мея було оновлено в травні 2011 року в документі під назвою «Кодекс практики для науково-консультативних комітетів» (CoPSAC 2011).
«У надзвичайній ситуації, коли потрібна наукова чи технічна консультація для сприяння реагування на надзвичайну ситуацію, уряд може вирішити, що потрібна „Наукова консультативна група“; це рішення може прийняти Головний урядовий департамент (LGD) або Кабінет міністрів за погодженням з Урядовим управлінням з питань науки. Наукову консультативну групу зазвичай очолює головний науковий радник уряду … Кожна наукова консультативна група є конкретною надзвичайною ситуацією. Пандемія свинячого грипу була першою надзвичайною ситуацією, де використовувався механізм наукової консультативної грипу; вулканічний попіл був другим».
Наукова консультативна група з надзвичайних ситуацій консультувала уряд щодо низки подій, зокрема:
- пандемія грипу 2009 року
- виверження вулкана Ейяф'ятлайокутль у 2010 році
- Аварія на АЕС Фукусіма 2011 року
- зимові повені у Великій Британії 2013—2014 років (3 зустрічі)[6]
- спалах Еболи 2014 року (3 зустрічі)[7]
- землетрус у Непалі 2015 року (1 зустріч)[8]
- епідемія вірусу Зіка 2015—2016 років (5 зустрічей)[9]
- спалах Еболи 2018—2019 років (3 зустрічі)[10]
- потенційне катастрофічне зрушення водосховища Тоддбрук у 2019 році (1 зустріч)[11]
- пандемія COVID-19 (принаймні 105 зустрічей)

## Структура та функції
У липні 2020 року повідомлялося, що Наукова консультативна група з надзвичайних ситуацій складається з приблизно 20 учасників у будь-який момент часу. Учасників відбирають як представники наукових кіл, так і представники практичних спеціалістів, і учасники конкретної зустрічі визначаються головним науковим радником британського уряду та головним медичним спеціалістом Англії, залежно від необхідного досвіду. Зазвичай вони не наймаються державою. Вони не діють за вказівками уряду. Окрім цих учасників, у групі також беруть участь офіційні особи з відповідних підрозділів уряду та незалежних органів, які можуть внести свій внесок у обговорення, маючи відповідний досвід, наприклад, Агентство охорони здоров'я Великої Британії та головні наукові радники урядових департаментів. Уряд не зобов'язаний діяти відповідно до висновків наукової групи, а інші органи, включаючи інші джерела наукових консультацій, беруть участь у рішеннях уряду. Від імені наукової групи можуть виступати лише головний науковий консультант і головний медичний спеціаліст.
Наукова консультативна група може створювати підкомітети для вивчення окремих питань. Під час пандемії COVID-19 це були:
- Наукова група пандемічних спостережень поведінки
- Наукова група з моделювання пандемічного грипу та її операційна підгрупа; підгрупа була нагороджена Меморіальною премією Велдона у 2022 році за роботу під час пандемії COVID-19[15]
- Серологічна робоча група
- Мережа клінічної інформації про COVID-19
- Група екологічного моделювання
- Дитяча робоча група «Завдання та фініш»
- Робоча група з госпітального лікування COVID-19
- Етнічна підгрупа
- Робоча група соціального забезпечення

## COVID-19
Під час пандемії COVID-19 у 2020 року Наукова консультативна група з надзвичайних ситуацій розширила свою роль, і їй надавалось більше уваги.
Незважаючи на те, що це не було заборонено, вважається, що до пандемії COVID-19 політичні радники ніколи не відвідували засідання наукової консультативної групи у будь-якій якості, а також немає доказів того, що офіційні осособи з Даунінг-стріт також були присутні на цих засіданнях. Повідомлялося, що Домінік Каммінгс і Бен Ворнер відвідували зустрічі щодо COVID-19. Їх присутність та участь піддалися значній критиці, зокрема іншими учасниками, які були «шокованими, стурбованими та стурбованими дотриманням неупередженості наданих порад».
На початку пандемії, у квітні 2020 року, науково-консультативну групу критикували за недостатню прозорість. З міркувань безпеки членів групи та за порадою Центру захисту національної інфраструктури список поточних членів не було розголошено, хоча члени могли, і багато хто так і зробив, розкрити своє власне членство. Кріс Вітті, виступаючи перед комітетом із питань охорони здоров'я та соціального забезпечення щодо зустрічей наукової консультативної групи щодо COVID-19 та анонімності його членів, сказав, що наукова консультативна група «отримала досить чітку пораду від Центру захисту національної інфраструктури, в основному виходячи з того факту, що група є підкомітетом COBR». Патрік Валланс стверджував у листі до парламенту, що вчені були захищені анонімністю від «лобіювання та інших форм небажаного впливу».
Список членів Наукової консультативної група з надзвичайних ситуацій та її підкомітетів було опубліковано 4 травня 2020 року. Реєстр напрямків роботи учасників групи було вперше опубліковано в грудні 2020 року.

## Учасники

### Квітень 2020 року
У повідомленні «The Guardian» зазначено, що серед учасників зустрічі групи у квітні 2020 року були:
Старші радники:
- Сер Патрік Валланс, головний науковий радник (голова)
- Професор Кріс Вітті, головний медичний спеціаліст

Медичні та наукові експерти:
- Професор Джон Астон, статистик, головний науковий радник міністерства внутрішніх справ
- Доктор Міра Чанд, мікробіолог
- Сер Єн Даймонд, національний статистик
- Професор Джон Едмундс, епідеміолог
- Сер Джеремі Фаррар, медичний дослідник
- Професор Ніл Фергюсон, епідеміолог
- Професор Пітер Горбі, епідеміолог
- Професор Анджела Маклін, біолог-математик
- Професор Грем Медлі, епідеміолог
- Доктор Едвард Муллінз, клінічний радник
- Професор Шерон Пікок, мікробіолог
- Професор Стівен Повіс, національний медичний директор Англії
- Професор Ендрю Рамбо, молекулярний біолог
- Емма Рід, планувальник надзвичайних ситуацій
- Професор Брук Роджерс, соціальний психолог
- Доктор Джеймс Рубін, психолог
- Професор Джонатан Ван-Там, фахівець з грипу, заступник головного медичного спеціаліста Англії
- Професор Шарлотта Воттс, епідеміолог, головний науковий радник міністерства міжнародного розвитку
- Професор Марія Замбон, вірусолог

Політичні радники:
- Домінік Каммінгс
- Доктор Бен Ворнер, науковець з даних[24]

Валланс писав, що наукова консультативна група включала вчених і експертів з понад двадцяти окремих установ. Наукова консультативна група також включала 4 групи експертів, кожна з яких може налічувати від 5 до понад 40 членів.
Даунінґ-стріт, 10 підтвердила, що Домінік Каммінгс був присутній на зустрічі 23 березня, але уряд заявив, що Каммінгс не є членом наукової консультативної групи. Присутність і участь радників прем'єр-міністра викликали багато критики. Повідомлялося, що один учасник вважав, що втручання Каммінгса іноді неналежним чином впливало на те, що має бути неупередженим науковим процесом; інший висловив шок, коли Каммінгс у лютому вперше почав брати участь у дискусіях групи, вважаючи це небажаним політичним впливом на те, що має бути «непідробленими науковими даними».

### Травень 2020 року
У травні 2020 року професор Ніл Фергюсон вийшов з наукової групи після того, як видання The Telegraph виявило, що він порушив правила карантину, щоб зустрітися з партнером. У день його відставки уряд Великої Британії опублікував список учасників групи 4 травня 2020 року. Однак у ньому зазначається, що: «Дозвіл на публікацію імен запитували у всіх учасників. Ті, хто не дав дозвіл, не були названі». Крім того: «Ці зустрічі також регулярно відвідують офіційні особи з уряду Її Величності. Ці учасники не були названі». Причини секретності не наводяться. Двоє присутніх не дали згоди назватися. Серед учасників станом на травень 2020 року:
- Сер Патрік Валланс, головний науковий радник уряду
- Професор Кріс Вітті, головний медичний спеціаліст Англії та головний науковий радник міністерства охорони здоров'я та соціального забезпечення
- Професор Джон Астон, головний науковий радник міністерства внутрішніх справ
- Професор Венді Барклі, Імперський коледж Лондона
- Професор Філ Блайт, головний науковий радник міністерства транспорту
- Професор сер Єн Бойд, Університет Сент-Ендрюса
- Професор Ендрю Керран, головний науковий радник, виконавчий директор з охорони праці
- Доктор Гевін Дебрера, управління громадського здоров'я Англії
- Професор сер Єн Даймонд, національний статистик, Управління національної статистики
- Професор Івон Дойл, медичний директор громадської охорони здоров'я Англії
- Професор Джон Едмундс, Лондонська школа гігієни та тропічної медицини
- Професор сер Джеремі Фаррар, Wellcome Trust
- Доктор Ейдан Фаулер, Національна служба охорони здоров'я Англії
- Професор Джулія Гог, Кембриджський університет
- Доктор Девід Халперн, група аналізу поведінки, кабінет міністрів
- Доктор Дженні Гарріс, заступник головного медичного спеціаліста
- Доктор Деміс Хассабіс, науковець із персональних даних
- Професор Пітер Горбі, Оксфордський університет
- Доктор Індра Джоші, служба розробки цифрових даних служби охорони здоров'я
- Професор Тереза Марто, Кембриджський університет
- Професор Анджела Маклін, головний науковий радник міністерства оборони
- Професор Грем Медлі, Лондонська школа гігієни та тропічної медицини
- Професор Ендрю Морріс, Единбурзький університет
- Професор Керол Манделл, головний науковий радник міністерства закордонних справ і у справах Співдружності
- Професор Кетрін Ноукс, Університет Лідса
- Доктор Роб Орфорд, уряд Уельсу
- Професор Майкл Паркер, Оксфордський університет
- Професор Шерон Пікок, служба громадського здоров'я Англії
- Професор Алан Пенн, головний науковий радник, міністерство житлового будівництва, громад та місцевого самоврядування
- Професор Стівен Повіс, Національна служба охорони здоров'я Англії
- Доктор Майк Прентіс, Національна служба охорони здоров'я Англії
- Осама Рахман, головний науковий радник міністерства освіти
- Професор Венкі Рамакрішнан, колишній голова DELVE, запрошений Королівським товариством
- Професор Ендрю Рамбо, Единбурзький університет
- Професор Том Родден, головний науковий радник міністерства цифрових технологій, культури, медіа та спорту
- Професор Брук Роджерс, Королівський коледж Лондона
- Доктор Джеймс Рубін, Королівський коледж Лондона
- Професор Калум Семпл, Ліверпульський університет
- Доктор Майк Шорт, головний науковий радник міністерства міжнародної торгівлі
- Доктор Грегор Сміт, уряд Шотландії, головний медичний спеціаліст
- Професор сер Девід Шпіґельгальтер, Кембриджський університет
- Професор Джонатан Ван-Там, заступник головного медичного спеціаліста
- Професор Рассел Вінер, Університетський коледж Лондона
- Професор Шарлотта Воттс, головний науковий радник міністерства міжнародного розвитку
- Професор Марк Волпорт, Дослідження та інновації Великобританії
- Професор Марк Вулхаус, Единбурзький університет
- Професор Люсі Ярдлі, Брістольський університет
- Професор Єн Янг, виконавчий директор служби охорони здоров'я Північної Ірландії
- Професор Марія Замбон, управління громадської охорони здоров'я Англії

### Липень 2020 року
У липні 2020 року список учасників було оновлено, щоб відобразити останні зустрічі. До списку знову увійшов професор Ніл Фергюсон. Станом на 19 листопада список залишався без змін і включав:
- Сер Патрік Валланс, головний науковий радник уряду
- Професор Кріс Вітті, головний медичний спеціаліст Англії та головний науковий радник міністерства охорони здоров'я та соціального забезпечення
- Професор Ребекка Аллен, Оксфордський університет
- Професор Джон Астон, головний науковий радник міністерства внутрішніх справ
- Професор Чарльз Бенгам, Імперський коледж Лондона
- Професор Венді Барклі, Імперський коледж Лондона
- Професор Джонатан Бенгер, Бристольський університет
- Фліс Бенні, уряд Уельсу
- Аллан Беннетт, управління громадської охорони здоров'я Англії
- Професор Філ Блайт, головний науковий радник міністерства транспорту
- Професор Кріс Боннелл, Лондонська школа гігієни та тропічної медицини
- Професор сер Єн Бойд, Університет Сент-Ендрюса
- Професор Пітер Брюс, Оксфордський університет
- Керолайн Кейк, представництво HDR, Inc. у Великій Британії
- Професор Ендрю Керран, головний науковий радник, виконавчий директор з охорони праці
- Професор Пол Косфорд, управління громадської охорони здоров'я Англії
- Доктор Гевін Дебрера, управління громадського здоров'я Англії
- Професор сер Єн Даймонд, національний статистик, Управління національної статистики
- Професор Івон Дойл, медичний директор громадської охорони здоров'я Англії
- Професор Дебора Данн-Волтерс, Університет Суррея
- Професор Джон Едмундс, Лондонська школа гігієни та тропічної медицини
- Професор сер Джеремі Фаррар, Wellcome Trust
- Професор Майкл Фергюсон, Університет Данді
- Професор Ніл Фергюсон OBE FMedSci, Імперський коледж Лондона
- Професор Кевін Фентон, управління громадського здоров'я Англії
- Доктор Ейдан Фаулер, Національна служба охорони здоров'я Англії
- Професор Джулія Гог, Кембриджський університет
- Професор Робін Граймс, головний науковий радник міністерства оборони
- Доктор Ян Голл, Манчестерський університет
- Доктор Девід Халперн, група аналізу поведінки, кабінет міністрів
- Дідо Гардінг, Інформаційне управління служби охорони здоров'я
- Доктор Дженні Гарріс, заступник головного медичного спеціаліста
- Доктор Деміс Хассабіс, науковець із персональних даних
- Професор Ендрю Гейворд, Університетський коледж Лондона
- Професор Гідеон Гендерсон, головний науковий радник, Defra
- Професор Пітер Горбі, Оксфордський університет
- Професор Енн Джонсон, Університетський коледж Лондона
- Доктор Індра Джоші, служба розробки цифрових даних служби охорони здоров'я
- Доктор Віттал Катікіредді, Університет Глазго
- Доктор Бен Кіллінглі, Університетський коледж Лондона
- Професор Девід Лаллу, Ліверпульська школа гігієни та тропічної медицини
- Професор Джанет Лорд, Бірмінгемський університет
- Професор Тереза Марто, Кембриджський університет
- Професор Анджела Маклін, головний науковий радник міністерства оборони
- Доктор Джим Макменамін, служба охорони здоров'я Шотландії
- Професор Грем Медлі, Лондонська школа гігієни та тропічної медицини
- Доктор Лора Мерсон, Оксфордський університет
- Професор Сьюзан Мічі, Університетський коледж Лондона
- Професор Крістін Міддлміс, головний ветеринарний лікар
- Професор Ендрю Морріс, Единбурзький університет
- Професор Пол Мосс, Бірмінгемський університет
- Професор Керол Манделл, головний науковий радник міністерства закордонних справ і у справах Співдружності
- Професор Кетрін Ноукс, Університет Лідса
- Доктор Роб Орфорд, уряд Уельсу
- Професор Майкл Паркер, Оксфордський університет
- Професор Шерон Пікок, служба громадського здоров'я Англії
- Професор Алан Пенн, головний науковий радник, міністерство житлового будівництва, громад та місцевого самоврядування
- Доктор Пасі Пенттінен, Європейський центр з профілактики та контролю захворюваності
- Професор Гай Поппі, головний науковий радник Агентства харчових стандартів
- Професор Стівен Повіс, Національна служба охорони здоров'я Англії
- Доктор Майк Прентіс, Національна служба охорони здоров'я Англії
- Осама Рахман, головний науковий радник міністерства освіти
- Професор Венкі Рамакрішнан, колишній голова DELVE, запрошений Королівським товариством
- Професор Ендрю Рамбо, Единбурзький університет
- Професор Том Родден, головний науковий радник міністерства цифрових технологій, культури, медіа та спорту
- Професор Брук Роджерс, Королівський коледж Лондона
- Доктор Кеті Рот, міністерство міжнародного розвитку
- Девід Сеймур, представництво HDR, Inc.
- Професор Шейла Роуен, головний науковий радник, Шотландія
- Доктор Джеймс Рубін, Королівський коледж Лондона
- Аластер Сміт, міністерство освіти
- Професор Ійола Соланке, Університет Лідса
- Доктор Нікола Стідман, уряд Шотландії
- Професор Калум Семпл, Ліверпульський університет
- Доктор Майк Шорт, головний науковий радник міністерства міжнародної торгівлі
- Доктор Грегор Сміт, уряд Шотландії, головний медичний спеціаліст
- Професор сер Девід Шпіґельгальтер, Кембриджський університет
- Професор Джонатан Ван-Там, заступник головного медичного спеціаліста
- Професор Рассел Вінер, Університетський коледж Лондона
- Професор Шарлотта Воттс, головний науковий радник міністерства міжнародного розвитку
- Росвін Вокер, представництво HDR, Inc. у Великій Британії
- Професор Марк Волпорт, Дослідження та інновації Великобританії
- Професор Марк Вілкокс, Університет Лідса
- Професор Люсі Ярдлі, Брістольський і Саутгемптонський університети
- Професор Єн Янг, виконавчий директор служби охорони здоров'я Північної Ірландії
- Професор Марія Замбон, управління громадської охорони здоров'я Англії

### Березень 2021 року
До протоколу засідання від 11 березня було включено наступних осіб:
Наукові експерти:
- Патрік Валланс
- Кріс Вітті
- Анджела Маклін
- Калум Семпл (Ліверпуль)
- Кетрін Ноукс (Лідс)
- Шарлотта Дін
- Шарлотта Воттс
- Кріс Дай
- Кріс Сейворі
- Клер Гардінер
- Колін Гамфріс
- Девід Кроссман (Шотландія)
- Дерек Сміт (Кембридж)
- Флісс Бенні (Уельс)
- Грем Медлі
- Гаррі Раттер (Бат)
- Єн Бойд (Сент-Ендрюс)
- Єн Даймонд
- Джеймс Рубін
- Жанель де Гручі
- Дженні Гарріс
- Джеремі Фаррар
- Джон Едмундс
- Камлеш Кхунті (Лестер)
- Лінда Партрідж (Королівське товариство)
- Люсі Ярдлі (Брістоль/Саутгемптон)
- Марія Замбон
- Марк Волпорт
- Марк Вілкокс
- Майкл Паркер (Оксфорд)
- Нікола Стідман (Шотландія)
- Пол Клірі
- Пітер Горбі (Оксфорд)
- Роб Орфорд
- Шерон Пікок
- Стівен Повіс
- Стюарт Елборн (невиконавчий директор Агентства з питань регулювання та покращення якості, Північна Ірландія)
- Сьюзан Гопкінс
- Вей Шень Лім
- Венді Барклі
- Івонн Дойл

Спостерігачі та урядовці:
- Акім Вольф
- Алан Пенн
- Ендрю Керран
- Ендрю Морріс
- Бен Ворнер
- Крістофер Вільямс
- Деніел Клейнберг (Шотландія)
- Гідеон Гендерсон
- Гірі Шанкар
- Дженніфер Рубін
- Джим Макменамін
- Джуліан Флетчер
- Лора Гілберт
- Ліз Лаллі
- Луїза Тінслі
- Осама Рахман
- Пол Монкс
- Філ Блайт
- Роб Гаррісон
- Том Моттершед
- Том Родден

Секретаріат:
- Лора Іден
- Саймон Вітфілд
- Стюарт Вейнрайт

### Липень 2021 року
До списку учасників додались:
- Люсі Чаппел (Королівський коледж Лондона)
- Пол Келлам (Імперський коледж Лондона, радник Цільової групи з питань вакцин)
- Томас Вейт (заступник директора служби охорони здоров'я Англії, радник Об'єднаного центру біозахисту)

## Критика та відкритість
У статті «The Guardian» за квітень 2020 року, написаній Річардом Кокером, згадується Наукова консультативна група з надзвичайних ситуацій як потенційний приклад «наукового групового мислення», у якому розбіжності та/або суперечливі погляди зведені до мінімуму для досягнення консенсусу. Хоча розбіжності не є кращим варіантом, це в кінцевому підсумку може призвести до потенційно ірраціонального прийняття рішень, оскільки протилежні точки зору не заохочуються.
24 жовтня 2020 року видання «The Spectator», зазначивши, що протоколи наукової консультативної групи опубліковані, закликало опублікувати дані, які використовує група, включно з даними про заповнюваність лікарень, які були використані нею для обґрунтування прийнятих рішень. Редактори зауважили, що у Франції дані про зайнятість лікарень справді публікувалися щодня, тоді як Національна служба охорони здоров'я сказала виданню подати запит на доступ до інформації, що може тривати до 28 днів.

## Незалежна наукова консультативна група з надзвичайних ситуацій
Питання щодо прозорості наукової консультативної групи, і можливого політичного втручання під час пандемії COVID-19 спричинили занепокоєння щодо довіри опозиційних партій та інших громадських організацій до повідомлень громадської охорони здоров'я. Як альтернативу, на початку травня 2020 року група вчених створила Незалежну наукова консультативна група з надзвичайних ситуацій під головуванням сера Девіда Ентоні Кінга, колишнього головного наукового радника уряду, щоб «забезпечити чітку структуру, на якій має базуватися ефективна політика, враховуючи неминучість того, що вірус продовжуватиме перетинати кордони». Пізніше того ж місяця незалежна наукова консультативна група застерегла проти передчасного припинення карантину в таких місцях, як школи.